# Aston Martin Valhalla
Pour les articles homonymes, voir Valhalla (homonymie).
L'Aston Martin Valhalla, connue sous le nom de code interne AM-RB 003, est une supercar produite par le constructeur automobile britannique Aston Martin à partir de 2023, dont la diffusion est limitée à 500 exemplaires.

## Présentation
L'AM-RB 003 est présentée au Salon international de l'automobile de Genève 2019, puis exposée au salon Top Marques Monaco 2019. L'AM-RB 003 - pour Aston Martin Red Bull 03 - est développée avec la coopération de Red Bull Advanced Technologies.
Le 18 juin 2019, le constructeur anglais dévoile le nom de sa supercar, baptisée Valhalla. Dans la mythologie nordique, Valhalla désigne un lieu (« la salle des morts ») où repose l'âme des soldats morts au combat. Comme nombre des Aston Martin contemporaines, son nom débute par un « V » (Vantage, Virage, Vulcan, Vanquish, Valkyrie).
L'Aston Martin Valhalla est commercialisée au tarif d'un million de livres Sterling hors taxes et sa production est limitée à 500 exemplaires, livrés en 2023.

## Caractéristiques techniques

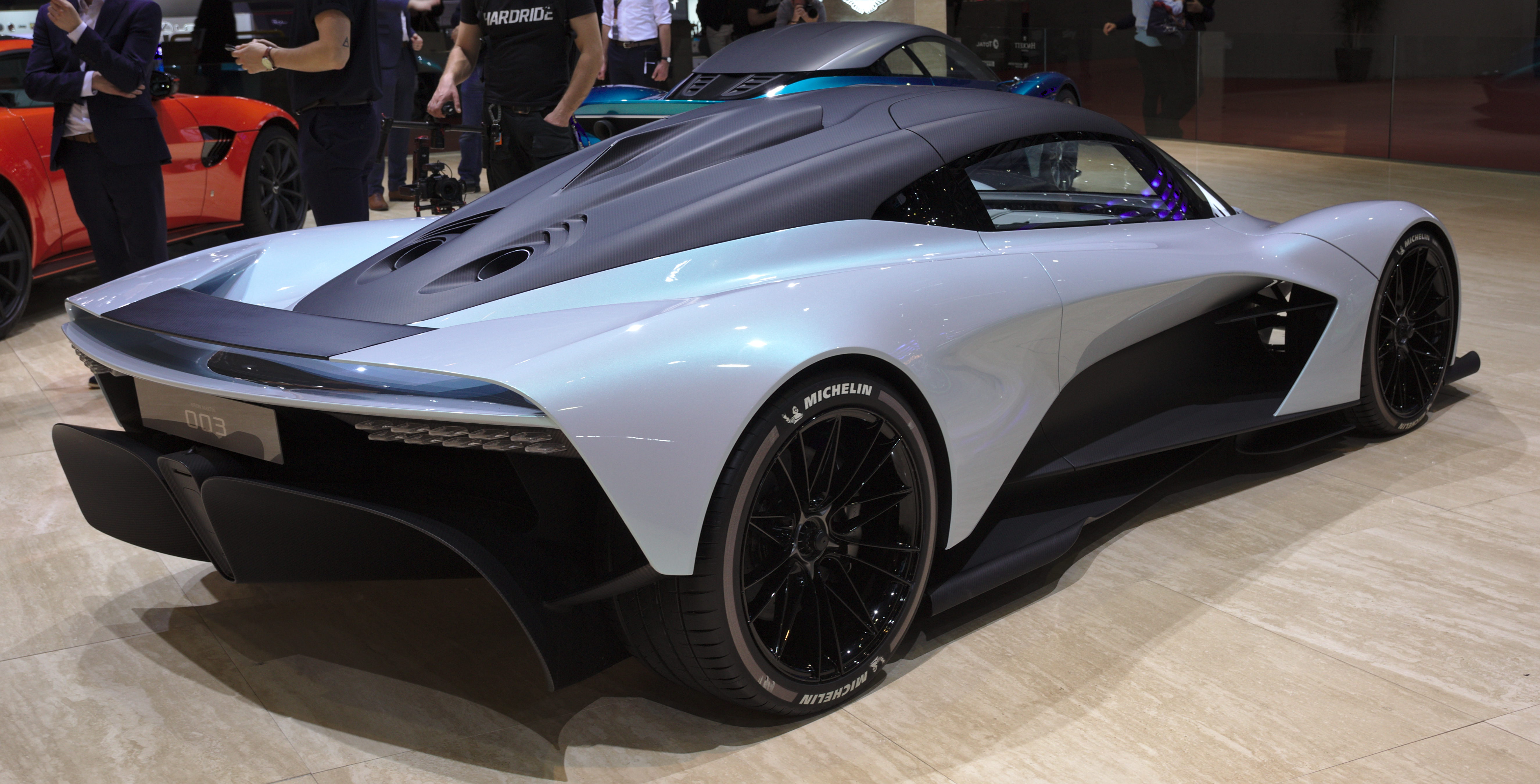
Vue de l'arrière.

La Valhalla possède un châssis monocoque en fibre de carbone, associé à une carrosserie, elle aussi, entièrement en fibre de carbone. Elle reçoit un aileron arrière piloté, au profil variable.

### Motorisation
La Valhalla devait initialement être équipée d'un moteur V6 3.0 litres hybride turbocompressé (code interne TM01)  installé en position centrale arrière, accouplé à une boîte automatique. Mais le projet a évolué, et grâce aux accords et à la prise de participation de Mercedes-Benz dans le constructeur anglais, la Valhalla hérite du moteur V8 de la Mercedes-AMG GT Black Series. Celui-ci, poussé à 750 ch, est associé à deux moteurs électriques, chacun placés sur un essieu, d'une puissance totale électrique de 204 ch, pour une puissance combinée de 950 ch.

## Cinéma
Une Aston Martin Valhalla est présente dans le film Mourir peut attendre, 25e opus de la saga de James Bond, sorti en 2021.